# Georg Roth (Mathematiker)
Georg Roth (* 26. Januar 1845 in Hohfrankenheim; † 1913) war ein elsässischer Mathematiker.

## Leben
Georg Roth besuchte die École normale supérieure und wurde Professor der Mathematik am Protestantischen Gymnasium zu Straßburg.
Später wirkte er als außerordentlicher Professor für Mathematik an der Universität Straßburg. Zunächst holte ihn Elwin Bruno Christoffel zur Unterstützung in den Anfängervorlesungen, seine Fähigkeiten ließen aber zu wünschen übrig, so dass man 1878 Eugen Netto holte.
Am 6. Dezember 1885 wurde Georg Roth mit der Matrikel-Nr. 2564 zum Mitglied der Deutschen Akademie der Naturforscher Leopoldina gewählt. Von 1896 bis 1912 war er als Nachfolger von Eugene Boeckel (1811–1896) Mitglied im Direktorium der Kirche Augsburgischen Bekenntnisses von Elsass und Lothringen. Sein Nachfolger wurde der Landwirt und liberale Politiker Michael Baerst.